# Láska rohatá
Láska rohatá je český televizní pohádkový film režiséra Hynka Bočana z roku 2009. Premiérově byl vysílán 24. prosince 2009 na stanici ČT1 jako štědrovečerní pohádka České televize.

## Obsazení
| Jiří Mádl         | čert Záprtek                   |
| Tatiana Pauhofová | služebná Anička                |
| Jiřina Bohdalová  | čertovská babička Elvíra       |
| Miroslav Táborský | pekelný inspektor              |
| Naďa Konvalinková | milostpaní Zlatuška Bezoušková |
| Hana Vagnerová    | služebná Markéta               |
| Oldřich Vlach     | zlatník Alfons                 |
| Pavel Zedníček    | vandrák Berta                  |
| Matěj Hádek       | vandrák Vitouš                 |
| Oldřich Navrátil  | forman                         |
| František Řehák   | učitel                         |